# L'amour ouf
L'amour ouf er en film fra 2024 af Gilles Lellouche.

## Medvirkende
- François Civil som Clotaire
- Adèle Exarchopoulos som Jackie
- Malik Frikah som Clotaire
- Mallory Wanecque som Jackie
- Alain Chabat
- Anthony Bajon som Tony
- Jean-Pascal Zadi som Lionel